# Sygnalizacja w szczelinie czasowej
Sygnalizacja w szczelinie czasowej – metoda sygnalizacji w łączu cyfrowym. Stosowana jest w systemie PCM 24. Do celów sygnalizacyjnych, w co szóstej ramce wykorzystywany jest ostatni, ósmy bit.
Poniższa tabela przedstawia wykorzystanie bitów w poszczególnych szczelinach czasowych
| Numer ramki w wieloramce | Bity przeznaczone na informacje rozmówne | Bity przeznaczone na informacje sygnalizacyjne |
| ------------------------ | ---------------------------------------- | ---------------------------------------------- |
| 1                        | bity 1-8                                 | brak                                           |
| 2                        | bity 1-8                                 | brak                                           |
| 3                        | bity 1-8                                 | brak                                           |
| 4                        | bity 1-8                                 | brak                                           |
| 5                        | bity 1-8                                 | brak                                           |
| 6                        | bity 1-7                                 | bit 8                                          |
| 7                        | bity 1-8                                 | brak                                           |
| 8                        | bity 1-8                                 | brak                                           |
| 9                        | bity 1-8                                 | brak                                           |
| 10                       | bity 1-8                                 | brak                                           |
| 11                       | bity 1-8                                 | brak                                           |
| 12                       | bity 1-7                                 | bit 8                                          |